# New Zealand Transport Agency
Die New Zealand Transport Agency (NZTA) (Māori: Waka Kotahi), ist ein staatseigenes Unternehmen in Neuseeland mit Sitz in Wellington. Das Unternehmen, das am 1. August 2008 durch den Zusammenschluss von Land Transport New Zealand und Transit New Zealand als Crown Entity gegründet wurde und dem Ministry of Transport direkt unterstellt ist, operiert auf dem Markt allerdings unter der Bezeichnung Waka Kotahi NZ Transport Agency.

## Aufgaben
Die Übernahme von Aufgaben ergab sich durch die Fusion der beiden Vorgängerunternehmen:
- Zugang und Support des Land Transport Systems (alle landgestützten Transportwege) sicherstellen
- Planung des landgestützten Transportnetzwerkes
- Investitionen in das landgestützte Transportsystem
- Management für das Netzwerk der New Zealand State Highways[6]